# Entrée à Paris du dauphin, futur Charles V
L'Entrée à Paris du dauphin, futur Charles V est un tableau peint par Jean-Auguste-Dominique Ingres en 1821. L'œuvre appartenant à la période troubadour du peintre, évoque un épisode de l'histoire de la France médiévale, le retour du dauphin Charles à Paris le 2 aout 1358 après la révolte dans la capitale.

## Historique
Commandé par Amédée-David de Pastoret, dont l'ancêtre Jehan Pastoret , président du parlement de Paris, est représenté en rouge, le tableau est catalogué en 1884 comme appartenant, avec trois autres peintures d'Ingres, aux collections de sa fille, Marie de Pastoret, marquise de Rougé du Plessis-Bellière, au château de Moreuil .
Après la mort de cette dernière, en 1890, ses collections sont dispersées aux enchères à Paris, en mai 1897. Le tableau qui forme le lot 86 de la vente, est adjugé moyennant 5200 f., à l'expert, M. Haro . Passé à nouveau en vente à Paris en 1954, il est donné en 1959 au Wadsworth Atheneum, à Hartford (Etats-Unis), qui le possède toujours.
Il fit partie de la rétrospective Ingres présentée au Petit Palais, à Paris, d'octobre 1967 à janvier 1968.

## Pages connexes
- Jean Auguste Dominique Ingres
- Jehan Pastoret
- Emmanuel de Pastoret
- Amédée de Pastoret
- Le Condottiere (Ingres)